# Segré-en-Anjou-Bleu
Segré-en-Anjou-Bleu es una comuna nueva francesa situada en el departamento de Maine y Loira, de la región de Países del Loira.

## Historia
Fue creada el 15 de diciembre de 2016, en aplicación de una resolución del prefecto de Maine y Loira de 28 de septiembre de 2016 con la unión de las comunas de Aviré, Châtelais, La Chapelle-sur-Oudon, La Ferrière-de-Flée, Le Bourg-d'Ire, L'Hôtellerie-de-Flée, Louvaines, Marans, Montguillon, Noyant-la-Gravoyère, Nyoiseau, Sainte-Gemmes-d'Andigné, Saint-Martin-du-Bois, Saint-Sauveur-de-Flée y Segré, pasando a estar el ayuntamiento en la antigua comuna de Segré.

## Demografía
| Gráfica de evolución demográfica de Segré-en-Anjou-Bleu entre 1800 y 2013 |
|                                                                           |

Los datos entre 1800 y 2013 son el resultado de sumar los parciales de las quince comunas que forman la nueva comuna de Segré-en-Anjou-Bleu, cuyos datos se han cogido de 1800 a 1999, para las comunas de Aviré, Châtelais, La Chapelle-sur-Oudon, La Ferrière-de-Flée, Le Bourg-d'Iré, L'Hôtellerie-de-Flée, Louvaines, Marans, Montguillon, Noyant-la-Gravoyère, Nyoiseau, Sainte-Gemmes-d'Andigné, Saint-Martin-du-Bois, Saint-Sauveur-de-Flée y Segré de la página francesa EHESS/Cassini. Los demás datos se han cogido de la página del INSEE.

## Composición
| Comuna delegada         | Código INSEE | Población (2013) | Superficie (km²) | Densidad (hab./km²) |
| ----------------------- | ------------ | ---------------- | ---------------- | ------------------- |
| Aviré                   | 49014        | 483              | 14.36            | 34                  |
| Châtelais               | 49081        | 653              | 23.68            | 28                  |
| La Chapelle-sur-Oudon   | 49077        | 551              | 12.73            | 43                  |
| La Ferrière-de-Flée     | 49136        | 362              | 13.12            | 28                  |
| Le Bourg-d'Iré          | 49037        | 870              | 23.03            | 38                  |
| L'Hôtellerie-de-Flée    | 49158        | 512              | 14.77            | 35                  |
| Louvaines               | 49184        | 513              | 15.07            | 34                  |
| Marans                  | 49187        | 562              | 9.59             | 59                  |
| Montguillon             | 49208        | 227              | 11.41            | 19                  |
| Noyant-la-Gravoyère     | 49229        | 1871             | 11.41            | 157                 |
| Nyoiseau                | 49233        | 1240             | 15.55            | 80                  |
| Sainte-Gemmes-d'Andigné | 49277        | 1476             | 25.34            | 58                  |
| Saint-Martin-du-Bois    | 49305        | 938              | 21.73            | 43                  |
| Saint-Sauveur-de-Flée   | 49319        | 324              | 12.87            | 25                  |
| Segré                   | 49331        | 6925             | 15.88            | 436                 |